# Zelotibia kaibos
Zelotibia kaibos är en spindelart som beskrevs av Anthony Russell-Smith och Murphy 2005. Zelotibia kaibos ingår i släktet Zelotibia och familjen plattbuksspindlar.
Artens utbredningsområde är Kenya. Inga underarter finns listade i Catalogue of Life.